# Joffre (jeu)
 (août 2012).
Si vous disposez d'ouvrages ou d'articles de référence ou si vous connaissez des sites web de qualité traitant du thème abordé ici, merci de compléter l'article en donnant les références utiles à sa vérifiabilité et en les liant à la section « Notes et références ».
Cet article concerne le jeu de cartes. Pour les autres sens du mot, voir Joffre (homonymie).
Le Joffre (aussi appelé Kaiser), est un jeu de cartes qui se pratique avec un jeu de 32 cartes, à quatre joueurs répartis en deux équipes de deux partenaires (Nord-Sud et Est-Ouest) ou disposés en

## Description
Si le Joffre est souvent comparé au bridge, dû à son déroulement à deux phases (enchères et jeu de la carte), il reste néanmoins qu'il est plus facile d'apprendre à jouer au Joffre qu'au bridge, notamment grâce à la simplification, voire l'absence, de conventions à la phase des enchères. Un jeu de cartes est déjà inventé pour éviter l'usage d'un paquet de cartes conventionnel.
Tout comme le bridge, il se déroule en deux phases :
1. des enchères qui déterminent le contrat à jouer par l'équipe qui remportera les enchères ;
2. le jeu de la carte pendant lequel l'équipe déclarante tente de réaliser au moins le nombre de points annoncé par le contrat.

## Histoire
Si les noms Joffre et Kaiser rappellent la Première Guerre mondiale, les origines du jeu restent encore inconnues. Le jeu fut introduit au Québec au début des années 1920, à Saint-Anselme, dans Bellechasse, au retour d'un soldat du nom d'Onésime Laliberté.
Le jeu est plus spécifiquement joué dans la région de Bellechasse dans la Rive-Sud de Québec.

## Règle de jeux

### Les 32 cartes
Les connaisseurs du Joffre jouent avec un jeu de trente-deux cartes spécialement conçu pour ce dernier. Par contre, il est tout à fait possible de jouer au Joffre sans en altérer ni les règles ni le plaisir à partir d'un jeu de 32 cartes auquel deux cartes spéciales sont substituées (on remplace le 7♥ par le 5♥ et le 7♠ par le 3♠). On peut se procurer le vrai jeu de cartes dans la région de Québec, en Beauce et dans la région de Bellechasse plus précisément.
Ainsi, le jeu se compose de quatre enseignes (couleurs): L'Allemagne (pique ♠), La France (cœur ♥), l'Angleterre (carreau ♦), et la Russie (trèfle ♣), ainsi que de 8 valeurs pour chaque couleurs : As, Roi, Dame, Valet, 10, 9, 8, et une carte spéciale variant selon la couleur. Cette dernière carte spéciale sera le 5 (pour le ♥), le 3 (pour le ♠), et le 7 pour les couleurs restantes (♦ et ♣).
Donc, le jeu est composé des 32 cartes suivantes, si l'on joue avec un jeu de carte conventionnel :
| A♥, K♥, D♥, V♥, 10♥, 9♥, 8♥, 5♥ |
| A♠, K♠, D♠, V♠, 10♠, 9♠, 8♠, 3♠ |
| A♦, K♦, D♦, V♦, 10♦, 9♦, 8♦, 7♦ |
| A♣, K♣, D♣, V♣, 10♣, 9♣, 8♣, 7♣ |

Notons aussi que la valeur des cartes va du plus fort (l'as) au plus faible (la dernière carte).
Si un jeu de cartes spécialement conçu pour le Joffre est utilisé, les cartes sont numérotés de “bonhomme” à 7 (7 étant le plus fort). Tous les numéros de cartes possèdent un nom en rapport avec les grades militaires (7= Général, 6= Colonel, 5= Major, 4= Capitaine, 3= Lieutenant, 2= Sergent, 1= Caporal), sauf les bonhommes. Les quatre pays sont aussi représentés par des couleurs. La France est rouge, l'Allemagne est brune, l'Angleterre est bleue et la Russie est verte.

### Les cartes spéciales
Le 5♥ (appelé aussi le Joffre) et le 3♠ (appelé le Kaiser) sont des cartes spéciales et remplacent délibérément le 7 de leur série (7♥ et le 7♠), car ils ont la fonction spéciale d'ajouter respectivement +5 points ou -3 points à l'équipe qui remportera la levée dans laquelle se trouve l'une de ces cartes.
L'une des difficultés et particularités du Joffre est de réussir à prendre le 5♥ (car il donne cinq points d'extra) mais aussi d'éviter le 3♠ (car il donne trois points de pénalité).
Lorsque ces cartes sont dans le jeu d'un des joueurs, leur valeur est de 0. Lorsqu'il est temps de comptabiliser les points, le 5 de coeur (ou Bonhomme de France) et le 3 de piques (ou le Bonhomme d'Allemagne) valent respectivement +5 et -3 points, comme mentionné ci-dessus.

### Déroulement
- Les joueurs s'assoient face à leur partenaire.
- On tire au hasard le donneur, qui mélange et distribue le jeu de 32 cartes, où chaque joueur se voit distribué 8 cartes face cachées. Chaque joueur prend connaissance de ses cartes.
- Les enchères commencent par le joueur situé à la gauche du donneur soit ou 6 ou 7 points dépendamment de la partie.
- Une fois les enchères terminées, le joueur ayant remporté l'enchère décide de l'atout (couleur de la première carte jouée sur la table).
- Le jeu de la carte débute avec l'entame du joueur ayant remporté l'enchère. (Le joueur ayant remporté les enchères décide quelle carte il pose sur la table).
- Une fois le main terminée, les équipes comptabilisent les points. Le joueur à gauche du donneur devient le donneur pour la main suivante, et le jeu reprend au niveau des enchères.

### Enchères
Les enchères sont très simples car elles se déroulent qu'en un tour. Tour à tour, chaque joueur (à partir du joueur situé à la gauche du donneur, dans le sens horaire) peut:
- soit passer;
- soit gager le nombre de points qu'il pense que son équipe comptabilisera à la fin de la donne (le nombre de points étant le nombre de levées remportées par l'équipe, plus 5 points si le 5 de cœur est remporté parmi les levées, et moins 3 points si le 3 de pique est remporté parmi les levées)

Le plus bas niveau (l'enchère la plus basse possible) est de 1 point, mais les joueurs peuvent s'entendre avant la partie pour fixer un autre minimum, variant normalement de 3 à 7. Généralement, le niveau le plus bas est fixé à 5, puisque cela représente la moitié du total des points à la fin d'une manche.
Un joueur doit toujours gager plus haut que le joueur précédent. La seule exception est pour le donneur. Ce dernier a le privilège de pouvoir choisir un contrat égalisant la dernière enchère nommée.
Notez que l'atout n'est pas gagé au niveau des enchères (contrairement au Bridge) ! (Un joueur gage un nombre de point, l'atout étant déterminé par le vainqueur des enchères, une fois celles-ci terminées). Par contre, un joueur peut gager en sans atout. Ainsi, un contrat en sans atout vaut plus qu'un contrat en atout. (8 vaut plus que 7, 8 sans atout vaut plus que 8, mais 8 vaut plus que 7 sans atout). Évidemment, un joueur qui gage un nombre de points en sans atout doit absolument jouer le contrat en sans atout.
Si trois joueurs passent, le dernier joueur à parler doit obligatoirement prendre le contrat au niveau minimum fixé en début de partie.
Un joueur peut gager le Chelem (en anglais « shoot the moon »), aussi appelé “faire l'exemple”, étant le plus haut niveau, soit 12 points. Cela correspond à 7 levées, dont l'une de ces sept levées comprendra le 5 de cœur, et dont la levée non remportée comporte le 3 de pique. 7+5=12. Un chelem gagé et réussi donne la victoire automatiquement à l'équipe. À l'inverse, l'équipe gageant un chelem et ne le réussissant pas perd la partie.

### Jeu de la carte
Le jeu de la carte fonctionne comme la plupart des jeux de cartes à levées (plis) : chaque joueur pose à tour de rôle une carte. Chaque joueur doit fournir une carte de la couleur demandée par celui qui a posé la première carte de la levée. Si un joueur ne possède aucune carte dans la couleur demandée, il peut jouer de l'atout ou défausser n'importe quelle carte de sa main.
Lorsque chaque joueur a joué une carte, le pli se termine et est remporté par le joueur ayant posé le plus gros atout sur ce pli ou, si aucun atout a été joué, par le joueur ayant joué la plus grosse carte dans la couleur demandée. Chaque pli est placé de manière à indiquer combien chaque équipe a remporté de plis. Ce joueur décide alors quelle carte constituera le pli suivant.
Il n'est pas nécessaire de fournir une carte plus élevée, il suffit de fournir dans la couleur demandée.
La donne se termine lorsque les 32 cartes ont été jouées, à la suite de quoi les équipes comptabilisent les points.

### Décompte des points
Une fois la donne terminée, chaque équipe compte son nombre de points remportés.
Chaque levée remportée vaut 1 point, pour un maximum de 12 points.
Si le 5♥ se trouve dans l'une des levées remportées par l'équipe, 5 points sont ajoutés excluant la levée.
Si le 3♠ de pique se trouve dans l'une des levées remportée par l'équipe, 3 points sont retranchés excluant la levée.
Notez que ce nombre de points peut être négatif. (par exemple, une équipe remporte une seule levée comprenant le 3♠ et non le 5♥).
Si l'équipe gagnante a remporté son contrat, elle ajoute à son score le nombre de points remportés lors de la donne. Dans le cas contraire, elle se voit retrancher le nombre de points gagés.
L'équipe défenderesse (celle qui n'a pas remporté les enchères) s'ajoute aussi le nombre de points qu'elle a remporté (une équipe en défense peut faire plus de points que son adversaire en une donne).
Une équipe ayant réussi un contrat en sans atout se voit attribuer le double de points. Une équipe qui échoue un contrat en sans atout se voit retrancher le double de points gagés.
Un score peut être négatif.

### Fin de la partie
La première équipe prenante qui obtient 41 points gagne la partie.